# Burnley Football Club
Il Burnley Football Club, noto semplicemente come Burnley, è un club calcistico inglese con sede nell'omonima città del Lancashire; disputa le proprie partite casalinghe allo stadio Turf Moor e milita in Premier League, la prima divisione del campionato inglese.
Fondato nel 1882, il Burnley è stato uno dei membri fondatori della Football League nel 1888; ha vinto due volte il campionato di First Division (1920-1921 e 1959-1960), una volta la FA Cup (1913-1914) e due volte il Charity Shield (1960 e 1973).

## Storia

### I primi anni (1882-1912)
Costituito originariamente come squadra di rugby, nel maggio del 1882 passò al calcio. Indossando nei suoi primi anni diverse divise bianche e blu, il club disputò la sua prima partita ufficiale nell'ottobre dello stesso anno, allorché fu sconfitta per 8-0 dall'Astley Bridge in Lancashire Challenge Cup. Nel 1883 il club si trasferì a Turf Moor.
Il Burnley debuttò in FA Cup nella stagione 1885–86 ma furono eliminati con un netto 11–0 anche perché le restrizioni dei giocatori convocabili costrinse il club a schierare in pratica la loro squadra riserve contro il Darwen (nei pressi di Blackburn).
Quando fu fondata la Football League nella stagione 1888–1889, il Burnley fu tra i 12 membri fondatori della competizione. Il Burnley, ora noto come 'The Turfites', 'Moorites' o 'The Royalites', terminò al nono posto la prima edizione del campionato ma nel campionato successivo si piazzò solo penultimo a causa di una serie negativa di 17 partite senza vittorie avvenuta all'inizio della stagione. In quella stagione, tuttavia, il Burnley si aggiudicò il suo primo trofeo, conquistando la Lancashire Cup battendo per 2–0 il Blackburn Rovers.
Retrocessa in Second Division nella stagione 1896–1897, ritornarono in massima serie già la stagione successiva, perdendo solo 2 delle 30 partite disputate tra i cadetti e ottenendo la promozione tramite i play-off, all'epoca noti con la denominazione di 'Test Matches'. Il Burnley e lo Stoke City si scontrarono tra di loro nell'ultimo turno degli spareggi, che avrebbe deciso chi si sarebbe qualificata alla massima serie della stagione successiva (nel caso del Burnley sarebbe stata promozione essendo una squadra cadetta, nel caso dello Stoke sarebbe stata una salvezza essendo una squadra di massima serie). La partita terminò 0–0, divenendo nota come 'The Match without a shot at goal' ("la partita senza un tiro in porta") e la Lega immediatamente eliminò il sistema dei "Test Match" (ovvero gli spareggi interdivisionali tra le peggiori squadre di massima serie e le migliori cadette) in favore di un sistema di promozione e retrocessioni dirette. Ironicamente, la Lega decise inoltre di allargare la massima serie ammettendo altre due squadre cadette e rendendo inutile lo spareggio tra Burnley e Stoke.
Il Burnley retrocesse nuovamente nel 1899–1900 e si trovò al centro di una controversia quando il loro portiere, Jack Hillman, tentò di corrompere gli avversari dell'ultima giornata della stagione (il Nottingham Forest), determinando la sua squalifica per il resto della stagione successiva. Nel corso del primo decennio del XX secolo, il Burnley continuò a militare nella seconda divisione, finendo in una stagione persino all'ultimo posto, anche se poi si riprese e nella stagione 1911–12 solo una sconfitta all'ultima giornata gli negò la promozione in massima serie.

### I successi (1912-1930)
Il Burnley cambiò i colori dal verde al bordeaux e al blu cielo tipico anche dell'Aston Villa, il club più vittorioso del calcio inglese dell'epoca, a partire dalla stagione 1910–11. Nella stagione 1912–1913 conquistò la promozione in First Division, e raggiunse addirittura le semifinali di FA Cup, dove venne eliminato dal Sunderland. Nella stagione successiva conquistò il suo primo trofeo importante, la FA Cup, battendo per 1–0 nella finale decisiva, disputata a Crystal Palace, il Liverpool. La coppa fu consegnata al capitano della squadra da Re Giorgio V, che divenne il primo re d'Inghilterra a premiare i vincitori della FA Cup. La I Guerra Mondiale sospese i campionati al termine della stagione 1914–15, nella quale il Burnley chiuse 4° in First Division.
Quando i campionati ripresero nel 1919–1920, il Burnley terminò al secondo posto in First Division dietro soltanto al West Brom; nella stagione successiva, il Burnley conquistò il titolo sfiorato l'anno precedente divenendo campione d'Inghilterra per la prima volta (1920–21). Quel campionato fu vinto dal Burnley, nonostante la squadra avesse subito tre sconfitte nei primi tre incontri, grazie a una serie di 30 partite senza subire sconfitte, che gli permise di risalire la classifica fino a balzare in testa alla classifica e mantenerla per tutta la stagione, conquistando uno storico titolo. La serie di 30 partite senza subire sconfitte fu un record rimasto imbattuto fino al 2003-04, quando fu battuto dall'Arsenal. Nella stagione successiva il Burnley chiuse al terzo posto, ma nelle stagioni successive le prestazioni della squadra peggiorarono al punto che, a parte il 5º posto raggiunto nella stagione 1926–27, il club sfiorò più volte la retrocessione, che arrivò infine nel 1929–30.

### Il declino (1930-1945)
Anche tra i cadetti il Burnley disputò stagioni non proprio esaltanti, rischiando addirittura la retrocessione in terza divisione nel 1931–32 ed evitandola per soli due punti. Nel resto degli anni trenta, a parte una semifinale di FA Cup raggiunta nella stagione 1934–35, il Barnley non ottenne risultati di rilievo, non riuscendo mai a competere per la promozione. Dopo la sospensione dei campionati nel 1940 dovuta allo scoppio della II Guerra Mondiale, i campionati ripresero solo nella stagione 1946–47.

### Gli anni d'oro (1945-1975)
Nel primo campionato del dopoguerra, il Burnley, ormai ripresosi dalla crisi di risultati, centrò la promozione in massima serie con il secondo posto in seconda divisione. Nella stessa stagione, il club giunse in finale di FA Cup, eliminando Aston Villa, Coventry City, Luton Town, Middlesbrough e Liverpool prima di essere sconfitti nella finale di Wembley dal Charlton per 1–0 dopo i tempi supplementari. Nella sua prima stagione in massima serie dopo un'assenza di diversi anni, il Burnley ottenne un onorevole terzo posto nella stagione 1947–1948 e negli anni successivi il club cominciò a rinforzare la squadra in modo da renderla sufficientemente competitiva per lottare per un trofeo. Nella stagione 1956–1957 il club ottenne una vittoria record per 9–0 sul New Brighton nella FA Cup—nonostante aver sbagliato un rigore—e nella stagione successiva l'ex giocatore Harry Potts venne ingaggiato come allenatore della squadra.
La squadra degli anni cinquanta era costruita intorno alla coppia di centrocampo, composta da Jimmy Adamson e Jimmy McIlroy, e questi due furono i giocatori chiave della squadra che vinse il campionato nella stagione 1959–1960 condotta da Potts. Dopo una lotta intensa a tre per il titolo con Tottenham e Wolverhampton, il Burnley conquistò la vittoria del campionato al Maine Road di Manchester con una vittoria ottenuta per 2–1 il 2 maggio 1960 grazie alle reti di Brian Pilkington e Trevor Meredith. Sebbene in lotta per il titolo per tutta la stagione, il Burnley non era mai stato in testa alla classifica fino all'ultima giornata. Nella stagione successiva il Burnley disputò la Coppa dei Campioni per la prima volta, eliminando ai sedicesimi i Reims ma venendo poi a sua volta eliminata nel turno successivo dall'Amburgo, mentre in FA Cup fu eliminata in semifinale e in campionato si classificò solo quarta. Nella stagione 1961–62 tornò a lottare per il titolo chiudendo secondo, mentre perse la finale di FA Cup contro gli Spurs, finale in cui un gol di Jimmy Robson fu l'unica risposta del Burnley alle tre reti siglate dagli Spurs. Nel frattempo il Burnley fornì in quegli anni diversi giocatori alle nazionali britanniche, come Ray Pointer (3 presenze nella nazionale inglese), Colin MacDonald (8 presenze nella nazionale inglese), e John Connelly (20 presenze nella nazionale inglese e partecipazione ai vittoriosi mondiali 1966), Jimmy McIlroy (55 presenze nella nazionale nordirlandese) e Adam Blacklaw (3 presenze nella nazionale scozzese).
La partenza di McIlroy allo Stoke City e il ritiro di Adamson coincise con un declino delle prestazioni del club, che, rimasto privo dei suoi due giocatori più importanti, nella maggior parte degli anni sessanta disputò campionati da squadra di metà classifica. Nonostante tutto riuscì a mantenere il posto in massima serie per tutti gli anni sessanta, ottenendo in qualche rara occasione anche risultati di prestigio come il 3º posto nel 1966 e la qualificazione alle semifinali della League Cup nella stagione 1968–69. In Coppa delle Fiere, il club raggiunse i quarti di finale nella stagione 1966–67, dove fu eliminato dall'Eintracht Frankfurt.
Nemmeno il cambio di allenatore, con la sostituzione di Potts con Adamson avvenuta nel 1970, riuscì a far tornare in alto il club, anzi al termine della stagione 1970–1971 arrivò la retrocessione in cadetteria. Il Burnley vinse la Second Division nella stagione 1972–73 sempre sotto la guida di Adamson. In First Division, condotto dall'elegante regista Martin Dobson, la squadra si classificò sesta nel 1974 raggiungendo un'altra semifinale di FA Cup, dove fu eliminata dal Newcastle Utd. Nella stagione successiva, malgrado la cessione di Dobson all'Everton all'inizio della stagione, il club classificò decimo, ma furono eliminati a sorpresa in FA Cup da una squadra proveniente dalle serie minori, il Wimbledon FC, che, malgrado la militanza in Southern League, riuscì nell'impresa di battere il Burnley per 1–0 al Turf Moor. La retrocessione in Second Division nel 1975–76 segnò la fine dell'esperienza di Adamson come allenatore della squadra.

### Un altro declino (1975-1987)

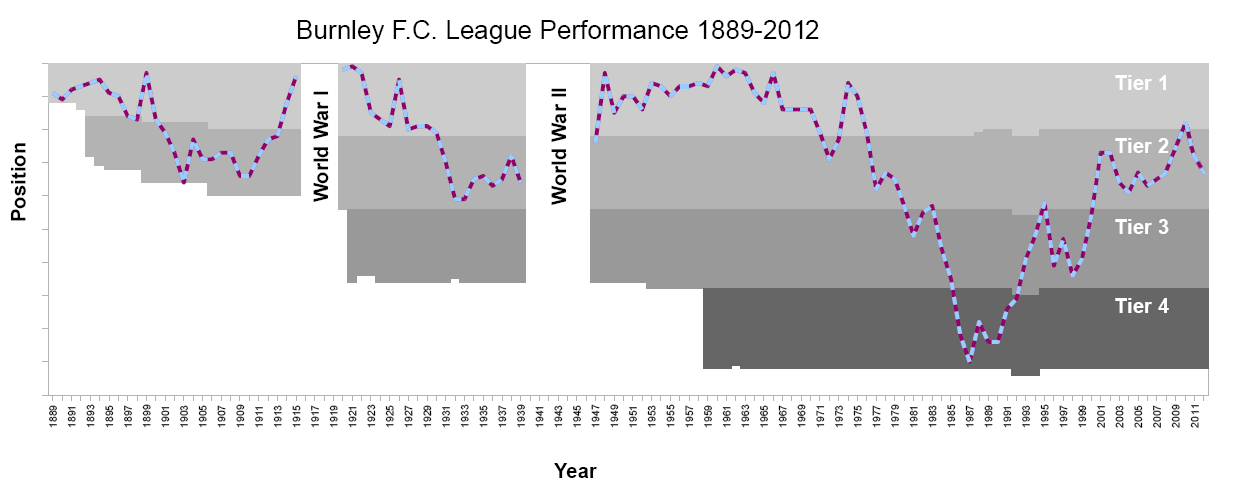
Grafico che mostra il rendimento del Burnley in campionato dal 1888–1889 al 2011–2012.

Dopo tre stagioni in Second Division, il club precipitò addirittura in Third Division nella stagione 1979–80, a causa di una stagione disastrosa nella quale, delle 42 partite disputate, non ne riuscì a vincere nemmeno una. Due stagioni dopo, sotto la conduzione dell'allenatore Brian Miller, vinse il campionato di terza divisione, ritornando tra i cadetti. Tuttavia, il ritorno in cadetteria durò solo un anno, malgrado in quella stagione la squadra avesse raggiunto i quarti di finale della FA Cup e le semifinali della League Cup, registrando vittorie ai danni degli Spurs e del Liverpool, anche se la vittoria per 1–0 sul Liverpool nella semifinale di League Cup non bastò a garantire l'accesso alla finale, dato che all'andata il Burnley aveva perso per 3–0.
Malgrado l'avvicendamento di diversi allenatori, il Burnley non riuscì a risalire la china, venendo addirittura retrocessa per la prima volta in quarta divisione alla fine della stagione 1984–85. Il club non riuscì a riprendersi dalla crisi e nella stagione 1986–87 evitò per un niente addirittura la retrocessione al quinto livello. Per la stagione 1986–87, infatti la Lega aveva deciso di introdurre un meccanismo di promozioni e retrocessioni dirette tra la Fourth Division e la Conference League. Dopo una stagione disastrosa (in cui furono eliminati al primo turno della FA Cup per 3–0 dal Telford, squadra nemmeno professionistica), il Burnley necessitava di vincere all'ultima giornata contro il Leyton Orient per evitare un'ignominiosa retrocessione tra i non professionisti. Una vittoria per 2–1, grazie alle reti di Neil Grewcock e Ian Britton, fu sufficiente per salvarsi dalla retrocessione, anche se questo risultato dipendeva anche da una sconfitta del Lincoln City all'ultima giornata.

### Il recupero (1987-2000)
Nel maggio del 1988 il Burnley disputò a Wembley contro il Wolverhampton la finale del Football League Trophy, perdendola per 2-0. Nella stagione 1991–1992 il Burnley vinse il campionato di Fourth Division nell'ultima stagione prima della riorganizzazione dei campionati, e due anni dopo vinse i play-off del campionato di terza serie (ora denominata Division Two) guadagnando la promozione tra i cadetti (campionato di Division One). Nella stagione successiva ritornò tuttavia in Division Two e nella stagione 1997–1998 solo una vittoria all'ultima giornata per 2–1 contro il Plymouth Argyle evitò al club la retrocessione in Division Three. In quella stagione l'allenatore della squadra era Chris Waddle, ma la sua partenza e l'ingaggio al suo posto di Stan Ternent nella stessa estate aiutò il club a risalire la china. Nel 1999–2000 i Clarets terminarono il campionato di Division Two al secondo posto, ritornando in Division One.

### Gli anni duemila (2000-oggi)
Nella stagione 2008-2009 il club ottenne il quinto posto in classifica, qualificandosi ai play-off. Superato agevolmente il Reading vincendo entrambe le partite di semifinale, il 25 maggio 2009, a 33 anni dalla sua ultima partecipazione alla massima serie, il club tornò in Premier League battendo per 1-0 a Wembley, nella finale dei play-off, lo Sheffield United. Nella stagione successiva retrocesse immediatamente dalla Premier, anche in seguito alle dimissioni di Owen Coyle e all'ingaggio di Brian Laws: con Coyle la partenza in Premier era stata molto buona, soprattutto al Turf Moor, dove i Clarets avevano battuto perfino i campioni d'Inghilterra del Manchester United, mentre la gestione Laws fu piuttosto deficitaria, con 14 sconfitte nelle sue prime 17 partite.
Nell'aprile del 2014 il Burnley, giunto matematicamente secondo in campionato dopo il Leicester, conseguì nuovamente la promozione in Premier League. Nel 2014-2015 retrocesse in seconda serie con due giornate d'anticipo sulla fine del campionato, nonostante il successo per 1-0 ottenuto sul campo dell'Hull City. Ottenne nuovamente la promozione al primo tentativo, in seguito alla vittoria casalinga per 1-0 contro il QPR, arrivata dopo i pareggi di Middlesbrough e Brighton, che lanciarono i Clarets in testa alla classifica con due punti di vantaggio sulle inseguitrici, che si sarebbero affrontate all'ultima giornata. Il 7 maggio arrivò anche l'ufficialità del primo posto, per cui il Burnley si aggiudicò il trofeo del Championship 2015-2016.
Dopo una tranquilla salvezza nella Premier League 2016-2017, l’anno seguente il Burnley si piazzò settimo in classifica, aprendosi le porte per le qualificazioni all'Europa League 2018-2019, dove eliminò l'Aberdeen e l'Basaksehir e fu eliminato dall'Olympiacos, ad un passo dalla qualificazione ai gironi della coppa.
Il 31 dicembre 2020 la società statunitense ALK annunciò l'acquisto dell'84% delle quote del Burnley Football Club. Alan Pace divenne il nuovo presidente della società, subentrando a Mike Garlick. A otto giornate dalla fine del campionato di Premier League 2021-2022 la dirigenza annunciò l'esonero dell'allenatore Sean Dyche, in sella da nove anni e mezzo, ma il successore Mike Jackson non riuscì a evitare la retrocessione, giunta all'ultima giornata, dopo sei anni di permanenza nella massima serie inglese. La permanenza in seconda categoria durò solo un anno, con una immediata nuova promozione in Premier League, ottenuta vincendo il campionato di Championship nel 2022-23.

## Simboli

Lo stemma utilizzato fino al 2023
Lo stemma utilizzato dal 2023

## Palmarès

### Competizioni nazionali
- Campionato inglese: 2

1920-1921, 1959-1960
- Coppa d'Inghilterra: 1

1913-1914
- Charity Shield: 2

1960 (condiviso), 1973
- Campionato inglese di seconda divisione: 4

1897-1898, 1972-1973, 2015-2016, 2022-2023
- Third Division: 1

1981-1982
- Campionato inglese di quarta divisione: 1

1991-1992

### Competizioni internazionali
- Coppa anglo-scozzese: 1

1978-1979

### Competizioni giovanili
- FA Youth Cup: 1

1967-1968

## Statistiche

### Campionati nazionali
| Livello | Categoria       | Partecipazioni | Debutto   | Ultima stagione | Totale |
| ------- | --------------- | -------------- | --------- | --------------- | ------ |
| 1º      | First Division  | 51             | 1888-1889 | 1975-1976       | 60     |
| 1º      | Premier League  | 8              | 2009-2010 | 2023-2024       | 60     |
| 2º      | Second Division | 31             | 1897-1898 | 1982-1983       | 48     |
| 2º      | First Division  | 5              | 1994-1995 | 2003-2004       | 48     |
| 2º      | Championship    | 12             | 2004-2005 | 2024-2025       | 48     |
| 3º      | Third Division  | 4              | 1980-1981 | 1984-1985       | 11     |
| 3º      | Second Division | 7              | 1992-1993 | 1999-2000       | 11     |
| 4º      | Fourth Division | 7              | 1985-1986 | 1991-1992       | 7      |

### Coppe europee
| Competizione       | Trofeo | Debutto   | Ultima stagione | Miglior risultato | Partecipazioni | G | V | N | P | RF | RS |
| ------------------ | ------ | --------- | --------------- | ----------------- | -------------- | - | - | - | - | -- | -- |
| Coppa dei Campioni |        | 1960-1961 | 1960-1961       | Quarti di finale  | 1              | 4 | 2 | 0 | 2 | 8  | 8  |
| UEFA Europa League |        | 2018-2019 | 2018-2019       | Play-off          | 1              | 6 | 2 | 3 | 1 | 5  | 6  |
| Coppa delle Fiere  |        | 1966-1967 | 1966-1967       | Quarti di finale  | 1              | 8 | 4 | 3 | 1 | 16 | 5  |

## Record
Dati aggiornati al 16 giugno 2022.
| Record di presenze - 382 Michael Duff (2004-2016) - 376 Ben Mee (2011-2022) - 309 Brian Paldan Jensen (2003-2013) - 282 Wade Elliott (2005-2011) - 282 Robbie Blake (2002-2005, 2007-2010) - 268 Chris McCann (2005-2013) - 267 Sam Vokes (2011-2019) - 248 Ashley Barnes (2014-) - 234 Jay Rodriguez (2007-2012, 2019-) - 225 Graham Branch (1999-2007) | Record di reti - 71 Robbie Blake (2002-2005, 2007-2010) - 64 Sam Vokes (2011-2019) - 62 Jay Rodriguez (2007-2012, 2019-) - 53 Chris Wood (2017-2022) - 47 Ashley Barnes (2014-) - 46 Ian Thomas-Moore (2000-2005) - 44 Andy Lochhead (1960-1968) - 44 Charlie Austin (2011-2013) - 43 Danny Ings (2011-2015) - 39 Ray Pointer (1957-1964) |

## Organico

### Rosa 2025-2026
Rosa e numerazione aggiornate al 21 luglio 2025.
| N. |                        | Ruolo | Calciatore       |
| -- | ---------------------- | ----- | ---------------- |
| 1  | Inghilterra (bandiera) | P     | James Trafford   |
| 3  | Paesi Bassi (bandiera) | D     | Shurandy Sambo   |
| 4  | Inghilterra (bandiera) | D     | Joe Worrall      |
| 5  | Francia (bandiera)     | D     | Maxime Estève    |
| 6  | Inghilterra (bandiera) | D     | CJ Egan-Riley    |
| 7  | Ecuador (bandiera)     | C     | Jeremy Sarmiento |
| 8  | Inghilterra (bandiera) | C     | Josh Brownhill   |
| 9  | Inghilterra (bandiera) | A     | Jay Rodriguez    |
| 10 | Angola (bandiera)      | C     | Benson Manuel    |
| 11 | Inghilterra (bandiera) | A     | Jaidon Anthony   |
| 12 | Inghilterra (bandiera) | D     | Bashir Humphreys |
| 14 | Galles (bandiera)      | D     | Connor Roberts   |
| 15 | Inghilterra (bandiera) | C     | Nathan Redmond   |
| 16 | Irlanda (bandiera)     | D     | John Egan        |
| 17 | Sudafrica (bandiera)   | A     | Lyle Foster      |
| 19 | Paesi Bassi (bandiera) | C     | Zian Flemming    |
| 20 | Inghilterra (bandiera) | P     | Etienne Green    |
| 21 | Inghilterra (bandiera) | C     | Aaron Ramsey     |

| N. |                        | Ruolo | Calciatore          |
| -- | ---------------------- | ----- | ------------------- |
| 23 | Brasile (bandiera)     | D     | Lucas Pires         |
| 24 | Irlanda (bandiera)     | C     | Josh Cullen         |
| 28 | Tunisia (bandiera)     | C     | Hannibal Mejbri     |
| 29 | Inghilterra (bandiera) | C     | Josh Laurent        |
| 30 | Italia (bandiera)      | A     | Luca Koleosho       |
| 31 | Belgio (bandiera)      | A     | Mike Trésor         |
| 32 | Rep. Ceca (bandiera)   | P     | Václav Hladký       |
| 36 | Germania (bandiera)    | D     | Louis Beyer         |
| 37 | Benin (bandiera)       | A     | Andréas Hountondji  |
| 39 | Inghilterra (bandiera) | D     | Owen Dodgson        |
| 43 | Inghilterra (bandiera) | C     | Will Hugill         |
| 44 | Belgio (bandiera)      | D     | Hannes Delcroix     |
| 48 | Belgio (bandiera)      | A     | Enock Agyei         |
| 49 | Inghilterra (bandiera) | C     | Tommy McDermott     |
|    | Inghilterra (bandiera) | C     | Jonjo Shelvey       |
|    | Danimarca (bandiera)   | A     | Jacob Bruun Larsen  |
|    | Paesi Bassi (bandiera) | D     | Quilindschy Hartman |

### Staff
Staff aggiornato al 9 luglio 2024.
| Allenatore:                             | Scott Parker     |
| Vice-allenatore:                        | Ian Woan         |
| Vice-allenatore:                        | Tony Loughlan    |
| Allenatore dei portieri:                | Billy Mercer     |
| Capo-fisioterapista:                    | Alasdair Beattie |
| Responsabile della scienza dello sport: | Mark Howard      |